# Georges Badin
Georges Badin (Ceret, Vallespir, 13 de març de 1927 - 23 de novembre de 2014) ha estat un pintor i poeta en francès nordcatalà. Ha publicat les seves poesies a Mercure de France i Les Cahiers du Sud. En la dècada del 1970 es va passar a la pintura, compartint el seu treball entre grans teles lliures i llibres d'artistes realitzats amb poetes com Georges-Emmanuel Clancier, Robert Marteau, Michel Butor, Jacqueline Risset, Alain Borer, Daniel Leuwers, Max Fullenbaum, Guy Goffette, Armand Dupuy i artistese com Hervé Fischer.
En 1968 va formar part dels orígens del moviment Textruction. De 1967 a 1986 va treballar com a conservador del Museu d'Art Modern de Ceret.

## Principals exposicions personals
- Maison de la Catalanité, Perpinyà (2011)
- Galeria Åkern, Kongsberg, Noruega (2007)
- Galeria Lucie Weill & Seligmann, París (2005, 2006)
- Galeria Berthet Aittouares, París (2005, 2006)
- Galeria Nicolas Deman, París (2005)
- Galeria Florence Arnaud, París (1993, 1997, 1998)
- Galeria Bernard Jordan, París (1984, 1985, 1986)
- Galeria L'Arturiale, Lieja (1981, 1982, 1983)

## Llibres
- Survivre de Michel Butor (autor), Georges Badin (artista), éditions Æncrages & Co
- Sans Revenir de Joël Bastard (autor), Georges Badin (artista), éditions Æncrages & Co
- Livre à Deux Voix de Georges Badin, éditions Æncrages & Co
- Chambres, de Dominique Sampiero (autor), peintures de Georges Badin, Æncrages & Co
- Suite impromptue de Roland Chopard (autor) i Georges Badin (artista), éditions Æncrages & Co